# Arrowiellus mulciber
Arrowiellus mulciber är en skalbaggsart som beskrevs av Vladimir Balthasar 1933. Arrowiellus mulciber ingår i släktet Arrowiellus och familjen Aphodiidae. Inga underarter finns listade.